# Frank Harris
Pour les articles homonymes, voir Harris.
Frank Harris, né le 14 février 1856 et mort le 27 août 1931, est un membre de la communauté irlandaise américaine qui fut auteur, journaliste, rédacteur en chef et directeur de publication, et fréquenta beaucoup des personnalités de son temps.
Durant le cours de son existence, l'attention s'est principalement portée sur son mauvais caractère, son travail à la tête de périodiques renommés et ses amitiés avec les personnalités. Mais il est de nos jours surtout célèbre pour son autobiographie My Life and Loves (en), livre qui fut interdit dans plusieurs pays autour du monde pour son traitement explicite de la chose sexuelle.

## Biographie
Frank Harris est né James Thomas Harris le 14 février 1856 à Galway (Irlande), de parents gallois. À l'âge de 12 ans, il est envoyé au Pays de Galles pour poursuivre son éducation en internat à la grammar school du village gallois de Ruabon (Sir Ddinbych). Il devait plus tard se souvenir de cette époque dans My Life and Loves. Malheureux à l'école, Harris prend la fuite moins d'un an plus tard.
Il émigre aux États-Unis à la fin de l'année 1869 et étudie à l'Université du Kansas. En 1878, il épouse Florence Ruth Adams, qui meurt l'année suivante. Harris rentre en Angleterre en 1882 où il accède à une certaine notoriété en étant rédacteur en chef d'une série de journaux londoniens comme The Evening News, The Fortnightly Review et The Saturday Review. Ce dernier journal marquera l'apogée de sa carrière journalistique, avec des contributions régulières de H. G. Wells et George Bernard Shaw. 
Harris retourne à New York au cours de la Première Guerre mondiale. De 1916 à 1922, il est rédacteur en chef de la version américaine de Pearson's Magazine. Il devient citoyen américain en avril 1921.

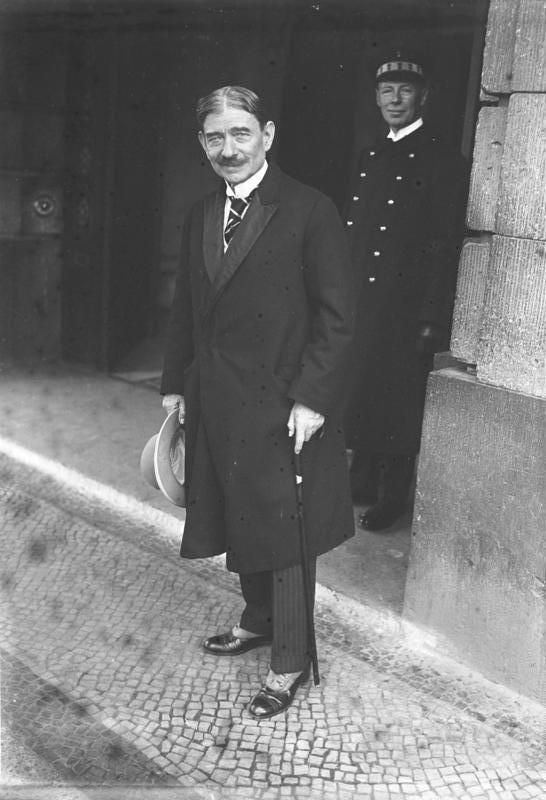
Frank Harris

En 1922, Harris se rend à Berlin pour publier le premier volume du plus célèbre de ses travaux, son autobiographie My Life and Loves. L'autobiographie compte en tout quatre volumes, publiés entre 1922 et 1927. La réputation de l'ouvrage doit beaucoup aux descriptions très crues des relations sexuelles prétendues de Frank Harris et à l'exagération de l'étendue de ses aventures ainsi que de son rôle dans l'histoire. Un cinquième volume, prétendument écrit selon les notes de Harris mais d'une origine douteuse, est publié en 1954, longtemps après sa mort. 
Une tentative de vendre son livre à Paris échoue en 1923, celui-ci étant saisi par les autorités françaises.
Aleister Crowley, écrivain et occultiste britannique vit avec lui en 1924. Les deux partagent les mêmes problèmes d'argent et sont tout autant hypocondriaques.
Harris écrit également d'autres nouvelles et romans, deux livres sur William Shakespeare, une série de courtes descriptions biographiques en cinq volumes sous le titre Contemporary Portraits, et des biographies de ses amis Oscar Wilde et George Bernard Shaw. Ses tentatives dans l'écriture théâtrale rencontrent moins de succès : seul Mr. and Mrs. Daventry (1900), pièce basée sur une idée d'Oscar Wilde, est montée en scène.
La Frank Harris Publishing Company est fondée à New York dans la seconde moitié des années 1920 pour promouvoir et distribuer ses œuvres en Amérique.
Marié trois fois, Harris meurt en France le 27 août 1931, d'une attaque cardiaque.

## Quelques œuvres
- The Bomb (1908), premier roman, souvent considéré comme le meilleur, qui revient sur l'attentat de Haymarket Square (Chicago) - La Bombe, trad. Anne-Sylvie Homassel, La dernière goutte, 2015 (Le Livre de Poche, 2020)
- Oscar Wilde, His Life and Confessions (1916), biographie par Harris de son ami Oscar Wilde (quelques erreurs factuelles demeurent) - La vie et les confessions d'Oscar Wilde, trad. Henry-D. Davray et Madeleine Vernon, La dernière goutte, 2015
- My Reminiscences as a Cowboy (1930) qui inspira le film Cow-boy (Cowboy) réalisé par Delmer Daves en 1958.
- My Life and Loves. Fifth volume, Paris, « The Travellers's Companion Series » [The Olympia Press], n° 10, 1958 — édition d'Alexander Trocchi, très raccourcie.
- My Life and Loves, édition complète (1963), autobiographie, première publication en un seul livre qui contient de copieuses notes de bas de page rédigée par l'éditeur John F. Gallagher.
- The Short Stories of Frank Harris, a Selection (1975), textes choisis par Elmer Gertz
- Pertes et profits, trad. Hery-D. Davray, La dernière goutte, 2017